# جون إتش كولينز
جون إتش كولينز (بالإنجليزية: John H. Collins)‏ هو باحث في تاريخ العصور الكلاسيكية أمريكي، ولد في 14 نوفمبر 1902، وتوفي في 8 يناير 1981.